# Tahová strategie

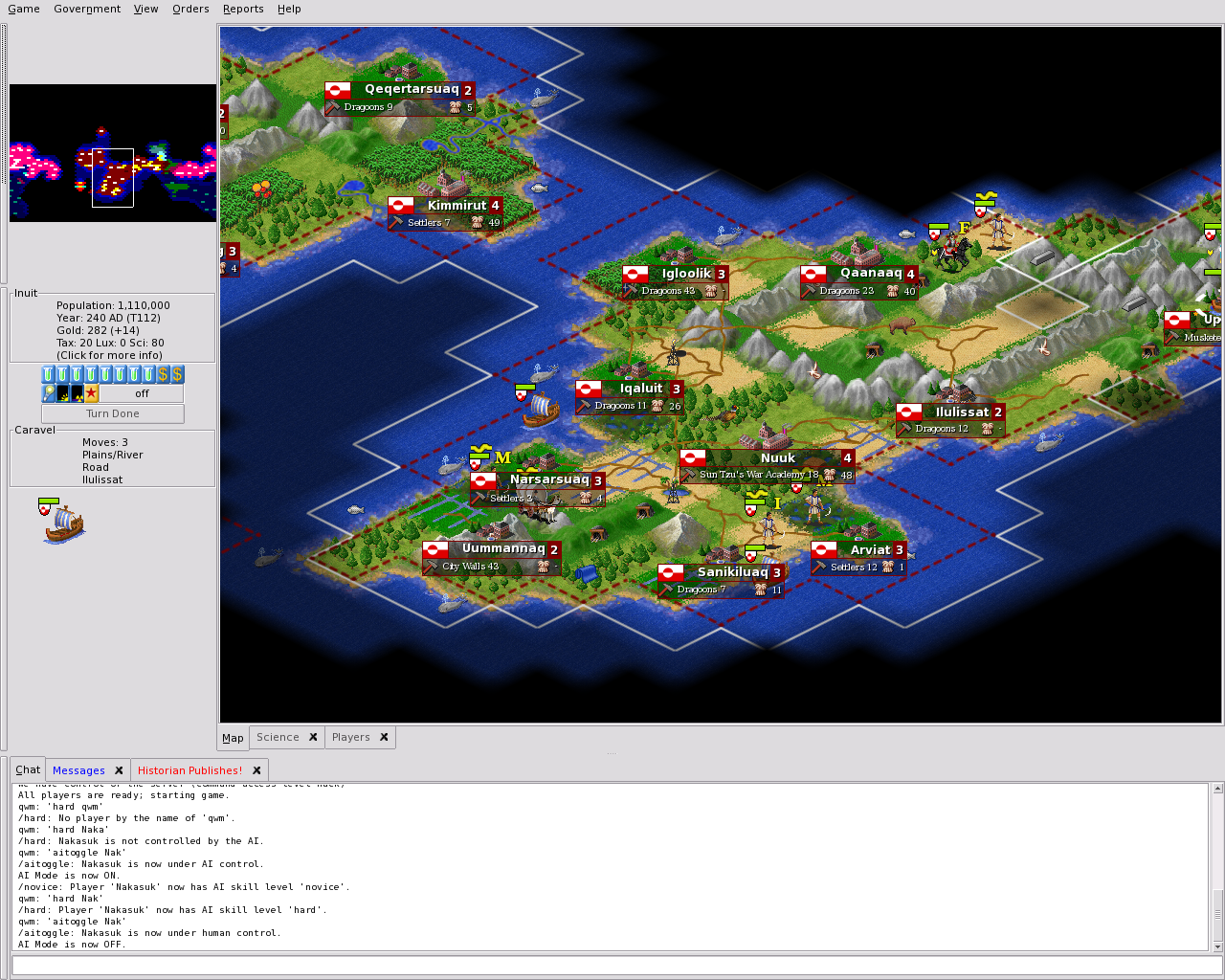
Ilustrativní obrázek tahové strategie Freeciv

Tahová strategie (Turn-based strategy, TBS) je poddruh žánru strategických videoher.
Tento druh strategie se liší od jiných tím, že se (jak název napovídá) odehrává po kolech či tazích. Tímto žánrem se většinou označují počítačové hry s velmi propracovaným managementem jako je správa základny, jednotek atd., který je příliš složitý na to, aby se dal zvládat v reálném čase, jako je tomu u žánru realtimových strategií.

## Příklady TBS titulů
- Civilization
- Colonization
- Heroes of Might and Magic
- Panzer General